# Friedrich Karl Theodor Zarncke
Friedrich Karl Theodor Zarncke (7 de julio de 1825-15 de octubre de 1891) fue un filólogo alemán.

## Biografía
Nacido el 7 de julio de 1825 en Zahrensdorf, Alemania, como Friedrich Karl Theodor Zarncke. Hijo de un pastor, fue educado en el colegio secundario de Rostock y estudió en las universidades de Rostock, Leipzig y Berlín entre 1844 y 1847. Después de graduarse de la universidad, en 1848 trabajó en la organización de la valiosa librería de antigua literatura alemana de Freiherr Karl Hartwig von Meusebach (1781-1847), y posteriormente supervisó la mudanza de los escritos de Baumgartenbrück, cerca de Potsdam, a la Biblioteca Estatal de Berlín.
En 1850, fundó la Literarisches Centralblatt für Deutschland en Leipzig, y en 1852, y se estableció a sí mismo como privatdozent en la universidad de Leipzig. Para el año 1858, fue nombrado catedrático. Zarncke murió el 15 de octubre de 1891. 

### Obras
Publicó una edición de Narrenschiff (1854) de Sebastian Brant, seguida de una edición de la Nibelungenlied (1856, 12.ª ed. 1887), y Beiträge zur Erläuterung und Geschichte des Nibelungenliedes (1857). También escribió una serie de estudios notables sobre la literatura medieval, muchos de los cuales fueron publicados en los informes de la Saxon Society of Sciences. Entre ellos se encontraban:
- el poema de alto alemán antiguo Muspilli (1866)
- Gesang vom heiligen Georg (1874)
- la leyenda del Priester Johannes (1874)
- Der Graltempel (1876)
- la Annolied (1887)[1]

Entre sus otras obras: 
- un tratado sobre Christian Reuter (1884)
- un tratado sobre los retratos de Goethe (1884)
- Die urkundlichen Quellen zur Geschichte der Universität Leipzig (un tratado sobre la historia de Leipzig University, 1857)
- Die deutschen
- Universitäten im Mittelalter (1857)
- Kleine Schriften (1897)